# たむたむたいむ
たむたむたいむは、かつてニッポン放送などで放送されていたラジオ番組。
月曜日から金曜日までの約20分間の放送。企画ネット番組であり、各局に同一タイトルで別内容の番組が存在していた。

## 概要
- 放送期間は1973年4月16日から1979年6月29日まで。
- 毎回、トムトム（タムタムではない）の叩く音をバックにトークと挨拶が始まるという形だった。
- 松下電器（現・パナソニック）の一社提供[注釈 1]。
- ニッポン放送でのパーソナリティは1978年3月までが放送作家、作詞家のかぜ耕士。1978年4月から放送終了時までは、フォークシンガーの北炭生が務めていた。
- かぜ耕士が担当していた頃は番組宛に週平均3000通から4000通、多い時で約1万通のお便りが届いていた[1]。
- 番組の本として「各駅停車の青春に」「続・各駅停車の青春に」などがある。
- 主なコーナーには、『自作自演の歌』、『なんでもしゃべろう30秒』などがあった。その他の時間は主にリスナーのはがきを紹介していた。
- リスナーへのプレゼントは、番組特製のかばん“たむたむバッグ”の他、番傘が贈られていたこともあった。
- この番組のリスナーの有志によって、『かぜのたより』という会報的な新聞が発行されていた。この新聞の発行はこの番組終了後もしばらく続いていた。
- ニッポン放送においては、直前の番組（24:00～24:10）が『あおい君と佐藤クン』、直後の番組（24:30～25:00）が『コッキーポップ』であり、この番組が放送されていた6年3か月間はこの3番組の並びは不変だった。3番組続けて聴いていたリスナーも多かったという[1]。

### ナンチャッテおじさん
1970年代の都市伝説の一つであったナンチャッテおじさんについて書かれたはがきを1977年5月27日の放送で初めて紹介しており、この番組はナンチャッテおじさんのことを最初に紹介した番組とされている。この話を聞いた同じニッポン放送の宮本幸一ディレクターが、当時自身が担当していた『笑福亭鶴光のオールナイトニッポン』を通じて全国的な話題に発展させた。しかしほぼ時期を同じくして『タモリのオールナイトニッポン』でも話題になり始め、両番組の間で『元祖はウチだ』の論争になった。しかしその話題の発端について、放送作家・小森豪人が自分のファンクラブのメンバーに『自分が創作した話を、いかにも自分が目撃したかのように書いて投書するように』と言うようなことを伝えていたというエピソードが『伊東家の食卓』（日本テレビ）で紹介されたことがあった。しかしながら、後日かぜ耕士自身が語っているが、これは実在した女子高生がハガキ投稿した話であり、そのときのペンネームは「さだまさこ」であった。「さだまさこちゃんも、TV出演させられたり、ずいぶん迷惑を掛けちゃったね」と、当時パーソナリティを勤めていたセイヤングで語っていた。なお、投稿内容は、当時のたむたむたいむの機関紙であった「たむたむたいむす」に全文掲載されている。ちなみに当時元祖論争を繰り広げていたタモリは、「『自分が仕組んだ』と言っている放送作家がいるようだが、わざわざ放送作家が作り上げるほどの話ではないし、単なる売名行為だ」と批判していた。

## 番組構成と主なコーナー
- 番組開始当初の構成

1.テーマ音楽のタムタムの音にのせての挨拶
2.前コマーシャル
3.リスナー自作自演の歌
4.たむたむ発言何でもしゃべろう30秒
5.中コマーシャル
6.かぜ耕士の話
7.既成の曲
8.東京ミニコミ情報
9.後コマーシャル
- 番組開始1年後からの構成

火曜日
1.たむたむ発言何でもしゃべろう30秒
2.かぜ耕士のフリートーク
3.リスナー自作自演の歌
4.お便り1枚
水曜日
フリータイム
木曜日
1.リスナー自作自演の歌
2.たむたむ発言何でもしゃべろう30秒
3.あなたへのラブレター（またはポエムコーナー）
4.お便り1枚
金曜日
お便り読みっぱなしの20分
土曜日
1.電話受付による何でもしゃべろう30秒
2.1週間のお便りの中からかぜ耕士が気になった何通かを紹介し答えるコーナー
3.リスナー自作自演の歌
4.お便り1枚
- 自作自演の歌

リスナーが自ら作り、カセットテープなどによって持ち込まれた歌を紹介していた。ここで紹介された作品の中から選ばれた曲が、1978年10月にキングレコードから発売された『たむたむレコード』に収録されている。番組の本「各駅停車の青春に」に楽曲が掲載されたグループとして、デビラ、汽車ポッポ、Page One、卒業生と在校生、メロンジャムバター45yen、ウィスキー・ボンボン、ハックルベリーフィンなど。ハックリベリーフィンの「流れ星」は特に人気が高く、他のアーティストのステージでも歌われるなどして認知度が高い。
- なんでもしゃべろう30秒

リスナーの声のメッセージを紹介。電話をつないで話もしていた。

## 放送されていた局と放送時間、各局パーソナリティ
（いずれも月曜日～金曜日、1975年当時）
- ニッポン放送 - 24:10～24:30
- STVラジオ - 23:00～23:10
  - パーソナリティは『アタックヤング』のパーソナリティも務めていた横山和之。
- 青森放送 - 24:05～24:15
  - 1977年当時のパーソナリティは古山善猛。
- 東北放送 - 23:30～23:40
- 山形放送 - 22:50～23:00
- ラジオ福島 - 22:25～22:35
- 新潟放送 - 22:00～22:10
- 信越放送 - 23:35～23:45
- 山梨放送 - 23:00～23:10
  - 1973年当時のパーソナリティは田村セツコ、保坂正紀。
- 北日本放送 - 22:10～22:20
- 北陸放送 - 21:50～22:00
- 福井放送 - 22:10～22:20
- 静岡放送 - 24:00～24:10
- 東海ラジオ - 24:00～24:10
  - 1978年当時のパーソナリティは奥山景三[4]。
- ABCラジオ（朝日放送） - 『ABCヤングリクエスト』に内包される形で放送
- 山陰放送 - 22:35～22:45
- 中国放送 - 22:15～22:25
  - パーソナリティは西田篤史と村下孝蔵。村下が全国進出する足掛かりとなった番組でもあった。
- 四国放送 - 23:40～23:50
- 西日本放送 - 23:55～24:05
- RKBラジオ - 24:10～24:20 → 22:15～22:25（1976年から）
  - 1976年当時のパーソナリティは中西一清と川添雅代。
- 熊本放送 - 23:10～23:20
  - 1977年当時のパーソナリティ（金曜）は岡田佳子。
- 大分放送 - 23:30～23:40
- 南日本放送 - 21:45～21:55
- ラジオ沖縄 - 21:50～22:00